# Ratholo
Ratholo è un villaggio del Botswana situato nel distretto Centrale, sottodistretto di Serowe Palapye. Il villaggio, secondo il censimento del 2011, conta 2.236 abitanti.

## Località
Nel territorio del villaggio sono presenti le seguenti 15 località:
- Mabolobolo di 31 abitanti,
- Mafoko di 20 abitanti,
- Metsimasweu di 18 abitanti,
- Mmakolobe di 20 abitanti,
- Mmalebatane di 4 abitanti,
- Mmamhatane di 34 abitanti,
- Mmamonyai di 5 abitanti,
- Mmaphiri di 10 abitanti,
- Moduane di 71 abitanti,
- Motemane,
- Nakalatshukudu di 19 abitanti,
- Ratholo Vet Gate di 5 abitanti,
- Sekgarapane di 25 abitanti,
- Sekhiting di 17 abitanti,
- Serulatswe di 7 abitanti